# اس‌اس‌ای
اس‌اس‌ای (به انگلیسی: SSE) شرکت برق اسکاتلندی است، که در زمینه تولید، انتقال و توزیع انرژی الکتریکی فعالیت می‌کند.
شرکت اس‌اس‌ای در سال ۱۹۹۸ تأسیس شد و در حال حاضر دارای عملیات در کشورهای ایرلند، اسکاتلند و بریتانیا می‌باشد و هم‌اکنون به‌عنوان دومین تأمین‌کننده برق در بریتانیا به‌شمار می‌آید.
شرکت اس‌اس‌ای در حوزه‌های دیگر انرژی نیز فعالیت گسترده‌ای دارد، که شامل توزیع و ذخیره‌سازی گاز طبیعی، احداث خطوط لوله انتقال و اجرای پروژه‌های شبکه‌های انتقال برق و مخابرات می‌باشد. اس‌اس‌ای همچنین به‌عنوان بزرگترین تولیدکننده انرژی‌های تجدیدپذیر در اسکاتلند نیز شناخته می‌شود.
دفتر مرکزی این شرکت در شهر پرت، اسکاتلند قرار دارد و بخشی از سهام آن در بازار بورس لندن معامله می‌شود.